# Despirus parvulus
Despirus parvulus is een hooiwagen uit de familie Gonyleptidae.